# 布朗斯库尔
布朗斯库尔（法語：Branscourt）是法国马恩省的一个市镇，属于兰斯区（Reims）塔尔当瓦地区维尔县（Ville-en-Tardenois）。该市镇总面积3.72平方公里，2009年时的人口为245人。

## 人口
布朗斯库尔人口变化图示